# Kelang
Kelang – miasto w Malezji na Półwyspie Malajskim, w stanie Selangor, w aglomeracji Kuala Lumpur. 
Liczy prawie milion mieszkańców. Występuje tu przemysł spożywczy, metalowy, gumowy oraz hutniczy (przetwórstwo cyny). Ośrodek handlowy rejonu uprawy ananasów. Należy do najludniejszych miast kraju oraz do największych portów świata.